# Liste des diffuseurs de la Coupe du monde 2022
Cet article présente la liste des diffuseurs de la Coupe du monde 2022 dans le monde.

## Liste des diffuseurs de la Coupe du Monde par Pays

### A
| Pays           | Chaîne(s)                | Réf   |
| -------------- | ------------------------ | ----- |
| Afghanistan    | ATN                      | [ 1 ] |
| Afrique du Sud | SABC                     | [ 2 ] |
| Albanie        | RTSH                     | [ 3 ] |
| Allemagne      | ARD ZDF Deutsche Telekom | ,     |
| Angola         | TPA                      | [ 3 ] |
| Argentine      | TVP TyC Sports           | [ 3 ] |
| Arménie        | AMPTV                    | [ 3 ] |
| Aruba          | Telearuba 13             | [ 6 ] |
| Australie      | SBS                      | [ 7 ] |
| Autriche       | ORF ServusTV             | ,     |
| Azerbaïdjan    | İTV                      | [ 3 ] |

### B
| Pays               | Chaîne(s)                 | Réf    |
| ------------------ | ------------------------- | ------ |
| Bangladesh         | BTV T Sports GTV Toffee   | ,      |
| Biélorussie        | Belteleradio              | [ 3 ]  |
| Belgique           | RTBF VRT                  | [ 3 ]  |
| Bolivie            | Bolivia TV Red Uno Unitel | ,      |
| Bosnie-Herzégovine | BHRT                      | [ 3 ]  |
| Bulgarie           | BNT Nova                  | ,      |
| Burkina Faso       | RTB                       | [ 15 ] |
| Brésil             | TV Globo Casimiro         | ,      |
| Brunei             | Astro                     | [ 3 ]  |

### C
| Pays                | Chaîne(s)                         | Réf    |
| ------------------- | --------------------------------- | ------ |
| Cambodge            | CTN CNC MyTV                      | [ 18 ] |
| Cameroun            | CRTV                              | [ 3 ]  |
| Canada              | Bell Media                        | [ 19 ] |
| Cap-Vert            | RTC                               | [ 3 ]  |
| Chili               | Chilevisión Canal 13              | [ 20 ] |
| Chine               | CCTV Douyin Migu                  | ,      |
| Colombie            | Caracol Televisión RCN Televisión | [ 3 ]  |
| Corée du Sud        | SBS KBS MBC                       | [ 3 ]  |
| République du Congo | Tele Congo                        | [ 24 ] |
| Costa Rica          | Teletica                          | [ 3 ]  |
| Côte d'Ivoire       | NCI                               | [ 3 ]  |
| Croatie             | HRT                               | [ 3 ]  |
| Cuba                | ICRT                              | [ 3 ]  |
| Curaçao             | TV Direct 13                      | [ 3 ]  |
| Chypre              | CyBC                              | [ 3 ]  |

### D
| Pays     | Chaîne(s) | Réf    |
| -------- | --------- | ------ |
| Danemark | DR TV 2   | [ 25 ] |

### E
| Pays       | Chaîne(s)     | Réf    |
| ---------- | ------------- | ------ |
| Équateur   | Teleamazonas  | [ 26 ] |
| Eswatini   | ESTVA         | [ 27 ] |
| Estonie    | ERR           | [ 3 ]  |
| Espagne    | RTVE Mediapro | ,      |
| États-Unis | Fox Telemundo | ,      |
| Éthiopie   | EBC initially | [ 33 ] |

### F
| Pays     | Chaîne(s)       | Réf    |
| -------- | --------------- | ------ |
| Fidji    | FBC             | [ 34 ] |
| France   | TF1 beIN Sports | [ 35 ] |
| Finlande | Yle MTV3        | [ 36 ] |

### G
| Pays      | Chaîne(s)             | Réf    |
| --------- | --------------------- | ------ |
| Gabon     | RTG                   | [ 3 ]  |
| Gambie    | GRTS                  | [ 3 ]  |
| Ghana     | GBC                   | [ 3 ]  |
| Géorgie   | GPB                   | [ 3 ]  |
| Grèce     | ANT1                  | [ 37 ] |
| Guatemala | TV Azteca Tigo Sports | [ 38 ] |
| Guinée    | RTG                   | [ 39 ] |

### H
| Pays      | Chaîne(s)    | Réf    |
| --------- | ------------ | ------ |
| Honduras  | Televicentro | [ 3 ]  |
| Hong Kong | PCCW         | [ 40 ] |
| Hongrie   | MTVA         | [ 3 ]  |

### I
| Pays      | Chaîne(s) | Réf    |
| --------- | --------- | ------ |
| Islande   | RÚV       | [ 3 ]  |
| Indonésie | Emtek     | ,      |
| Irlande   | RTÉ       | [ 3 ]  |
| Israël    | IPBC      | [ 3 ]  |
| Italie    | Rai       | [ 43 ] |

### J
| Pays  | Chaîne(s)                  | Réf |
| ----- | -------------------------- | --- |
| Japon | Abema Fuji TV NHK TV Asahi | ,   |

### K
| Pays         | Chaîne(s) | Réf   |
| ------------ | --------- | ----- |
| Kazakhstan   | Qazaqstan | ,     |
| Kenya        | KBC       | [ 3 ] |
| Kosovo       | RTK       | [ 3 ] |
| Kirghizistan | NTRK      | [ 3 ] |

### L
| Pays          | Chaîne(s) | Réf   |
| ------------- | --------- | ----- |
| Lettonie      | LTV       | [ 3 ] |
| Liechtenstein | SRG SSR   | [ 3 ] |
| Lituanie      | LRT       | [ 3 ] |

### M
| Pays              | Chaîne(s)              | Réf    |
| ----------------- | ---------------------- | ------ |
| Macao             | TDM                    | [ 3 ]  |
| Macédoine du Nord | MRT                    | [ 3 ]  |
| Madagascar        | ORTM                   | [ 3 ]  |
| Malaisie          | Astro RTM              | ,      |
| Malawi            | MBC                    | [ 3 ]  |
| Mali              | ORTM                   | [ 47 ] |
| Malte             | PBS                    | [ 3 ]  |
| Maurice           | MBC                    | [ 3 ]  |
| Mexique           | Sky Televisa TV Azteca | [ 3 ]  |
| Moldavie          | TRM                    | [ 3 ]  |
| Mongolie          | Central Television     | [ 48 ] |
| Monténégro        | RTCG                   | [ 3 ]  |
| Maroc             | SNRT                   | [ 49 ] |
| Birmanie          | Sky Net                | [ 50 ] |
| Mozambique        | TV Miramar             | [ 51 ] |

### N
| Pays             | Chaîne(s) | Réf    |
| ---------------- | --------- | ------ |
| Namibie          | NBC       | [ 3 ]  |
| Népal            | Media Hub | [ 52 ] |
| Niger            | ORTN      | [ 3 ]  |
| Nouvelle-Zélande | Sky       | [ 53 ] |
| Norvège          | NRK TV 2  | [ 3 ]  |

### O
| Pays        | Chaîne(s) | Réf   |
| ----------- | --------- | ----- |
| Ouganda     | UBC       | [ 3 ] |
| Ouzbékistan | MTRK      | [ 3 ] |

### P
| Pays        | Chaîne(s)                                   | Réf    |
| ----------- | ------------------------------------------- | ------ |
| Pays-Bas    | NOS                                         | [ 3 ]  |
| Pakistan    | ARY Digital Network                         | [ 54 ] |
| Panama      | RPC TVN                                     | [ 3 ]  |
| Paraguay    | SNT Telefuturo Trece TyC Sports Tigo Sports | [ 55 ] |
| Pérou       | Latina Televisión                           | [ 56 ] |
| Philippines | TAP DMV                                     | [ 57 ] |
| Pologne     | TVP                                         | [ 3 ]  |
| Portugal    | RTP SIC Sport TV TVI                        | ,      |

### R
| Pays                             | Chaîne(s)       | Réf    |
| -------------------------------- | --------------- | ------ |
| Roumanie                         | TVR             | [ 3 ]  |
| Russie                           | Match TV        | ,      |
| République dominicaine           | CDN 37          | [ 62 ] |
| République démocratique du Congo | RTNC            | [ 63 ] |
| République tchèque               | ČT TV Nova      | ,      |
| Rwanda                           | RBA             | [ 3 ]  |
| La Réunion                       | Antenne Reunion | [ 65 ] |
| Royaume-Uni                      | BBC ITV S4C     | ,      |

### S
| Pays         | Chaîne(s)                 | Réf    |
| ------------ | ------------------------- | ------ |
| Salvador     | TCS                       | [ 3 ]  |
| Suriname     | SCCN STVS                 | [ 3 ]  |
| Suède        | SVT TV4                   | [ 69 ] |
| Suisse       | SRG SSR                   | [ 3 ]  |
| Sénégal      | RTS                       | [ 70 ] |
| Serbie       | RTS Arena Sport           | [ 3 ]  |
| Seychelles   | SBC                       | [ 71 ] |
| Sierra Leone | AYV                       | [ 72 ] |
| Singapour    | MediaCorp Singtel StarHub | [ 73 ] |
| Slovaquie    | RTVS                      | [ 3 ]  |
| Slovénie     | RTV                       | [ 3 ]  |

### T
| Pays              | Chaîne(s)        | Réf    |
| ----------------- | ---------------- | ------ |
| Timor oriental    | ETO TELCO        | [ 3 ]  |
| Taïwan            | CTS ELTA         | [ 3 ]  |
| Tadjikistan       | Varzish TV       | [ 74 ] |
| Tanzanie          | TBC              | [ 3 ]  |
| Thaïlande         | SATModèle:Efn-lr | [ 75 ] |
| Togo              | TVT              | [ 76 ] |
| Trinité-et-Tobago | CNC3             | [ 77 ] |
| Turquie           | TRT              | [ 3 ]  |

### U
| Pays    | Chaîne(s)                                  | Réf   |
| ------- | ------------------------------------------ | ----- |
| Ukraine | Suspilne MEGOGO                            | [ 3 ] |
| Uruguay | ANTEL Canal 4 Canal 10 Teledoce TyC Sports | [ 3 ] |

### V
| Pays      | Chaîne(s) | Réf    |
| --------- | --------- | ------ |
| Vanuatu   | TBV VBTC  | [ 78 ] |
| Venezuela | Televen   | [ 79 ] |
| Viêt Nam  | VTV       | ,      |

### Z
| Pays     | Chaîne(s) | Réf    |
| -------- | --------- | ------ |
| Zambie   | ZNBC      | [ 3 ]  |
| Zimbabwe | ZBC       | [ 82 ] |

## Autre région dans le Monde
| Texte de l’en-tête                     | Texte de l’en-tête      | Texte de l’en-tête |
| -------------------------------------- | ----------------------- | ------------------ |
| Îles Caïmans                           | Logic                   | [ 3 ]              |
| Asie centrale                          | Saran Media             | [ 3 ]              |
| Europe                                 | EBU                     | [ 83 ]             |
| Les Caraïbes                           | SportsMax Verticast     | ,                  |
| Amérique Latine                        | Vrio                    | [ 3 ]              |
| MENA (Afrique du Nord et Moyen-Orient) | beIN Sports Arabic      | [ 86 ]             |
| Îles du Pacifique                      | Digicel                 | [ 87 ]             |
| Télé Latine                            |                         | [ 56 ]             |
| Afrique subsaharienne                  | SuperSport New World TV | ,                  |

## Audiences
De nombreux matchs ont attiré les meilleures audiences de l'année par rapport à n'importe quelle programmation dans leurs pays respectifs.
- Le match d'ouverture a été regardé par 3,3 millions d’Équatoriens en moyenne, avec un pic à 3,6 millions, soit une augmentation de 109 % par rapport aux deux éditions précédentes.

- Au Brésil, ils étaient 24,36 millions à regarder la chaîne TV Globo (50 % des parts du marché) pour l'ouverture du tournoi, l’événement réunissant 6 % de téléspectateurs supplémentaires par rapport au match inaugural du mondial 2018 retransmis sur cette même chaîne (22,86 millions)[90].

- Au Japon, le match opposant l"équipe nationale au Costa Rica a attiré une audience moyenne de 36,37 millions de téléspectateurs, dépassant de plus de 10 millions l'audience du match de la première journée contre l'Allemagne. Cette audience est supérieure de 74 % à celle observée en moyenne lors du premier tour de la Coupe du Monde 2018[91].

- En Corée du Sud, 11,14 millions de personnes ont regardé le premier match de la Corée contre l'Uruguay. L'audience a augmenté de 97 % par rapport à la moyenne des matches du premier tour de la Coupe du monde de 2014 au Brésil et de 18 % par rapport à ceux du mondial 2018 en Russie[91].

- Le match Angleterre - États-Unis a été le match de football masculin le plus regardé de tous les temps à la télévision américaine. La chaîne FOX a atteint un pic d'audience de plus de 19 millions de téléspectateurs[92] ; tandis que la retransmission en langue espagnole par NBC-Universal sur Telemundo en fait le deuxième match de l'équipe des États-Unis au premier tour d'un mondial le plus suivi, une première dans l'histoire hispanophone aux États-Unis[92].

| Pays      | Match               | Audience / Part de marché | Audience / Part de marché |
| --------- | ------------------- | ------------------------- | ------------------------- |
| Japon     | Japon — Costa Rica  | 36 millions               |                           |
| Argentine | Argentine — Mexique |                           | 81 %                      |
| Pays-Bas  | Pays-Bas — Qatar    |                           | 86 %                      |

### En Europe
- En Europe, la part de téléspectateurs en moyenne regardant les matchs de la Coupe du monde est évaluée à 65 %.
- En Espagne, l'audience du match Espagne-Allemagne sur La 1 (La Uno) a été de 11,9 millions de téléspectateurs, dépassant ainsi celle de n'importe quel match de la phase de groupes de la Coupe du monde 2018[91].

- Aux Pays-Bas, plus des trois quarts (76,6 %) des personnes regardant la télévision aux ont vu le but de Cody Gakpo lors du match nul 1-1 face à l'Équateur. Il s'agit de la plus forte audience télévisée dans le pays en 2022 et d'une audience supérieure à celle de n'importe quel match lors de l'édition précédente[91].

- En France, la rencontre des Bleus face au Danemark sur TF1 a attiré une moyenne de 11,6 millions de téléspectateurs, avec un pic dans les dernières minutes à 14,56 millions[91]. Ce pic d'audience bat les 14 millions de téléspectateurs du premier match de la France contre l'Australie[90]. Avec une moyenne de 5,05 millions de téléspectateurs, TF1 a enregistré une progression de plus de 30 % de ses audiences par rapport à 2018 (3,83 millions). La cérémonie d’ouverture le dimanche 20 novembre dans l'après-midi a quant à elle été suivie par 4,18 millions de personnes, surpassant ainsi la rencontre de rugby entre la France et le Japon diffusée au même moment[90].

- Le quart de finale opposant la France à l'Angleterre a rassemblé en moyenne 17,72 millions de téléspectateurs, pour 62,8 % de part d'audience, selon Médiamétrie. On note même un pic d'audience à 20 millions vers 22 heures à la fin du match. Il s'agit de la meilleure audience en France pour un quart de finale depuis le Mondial 2006[93].

- La demi finale de la Coupe du monde opposant la France au Maroc a rassemblé 20,69 millions de téléspectateurs, soit 66,4% des parts du marché[94], un record que TF1 n'avait plus enregistré depuis la Coupe du Monde 2006.